# 断線
「断線」（だんせん）は、松本清張の小説。『別冊黒い画集』第6話として『週刊文春』に連載され（1964年1月13日号 - 3月23日号）、1964年9月に中短編集『陸行水行-別冊黒い画集2』収録の一作として、文藝春秋新社（ポケット文春）より刊行された。
1983年にテレビドラマ化されている。

## あらすじ
元銀行員の滝村英子は、証券会社勤務の田島光夫と結婚した。光夫は滝村家の養子となり、滝村姓となった。しかし結婚届を出して一ヶ月も経たぬうち、光夫は出張に行くと言って家を出たまま、行方知れずとなった。英子は会社に問い合わせたが、光夫はすでに一週間前に会社を辞めていた。
ナイトクラブの売れっ子・浜井乃里子のアパートに転がり込み、「友永」姓でしばらくヒモ生活を送っていた光夫は、乃里子の勧めでクラブのボーイとなる。しかし、貿易商の妻・倉垣左恵子がクラブに現れ、欲求不満の溜まっていた彼女は光夫を誘った。乃里子にそろそろ飽きかけてきた光夫は、新天地を求め左恵子に乗り換えようと考え始めたが、その矢先、左恵子の滞在するホテルから出たところを乃里子に糾問された光夫は…。

## テレビドラマ
1983年12月3日、テレビ朝日系列の「土曜ワイド劇場」枠（21:02-22:51）にて「松本清張の断線」のタイトルで放映（サブタイトルは「新妻を棄て、愛人を殺し、年上の女と心中した男」）。視聴率18.4％（ビデオリサーチ調べ、関東地区）。主演は松田優作。
3人の女性を愛した男の破滅を描く。

### ストーリー
田島光夫（松田優作）は大興証券の証券マン。オープニングは東西銀行。滝村英子（木村理恵）は東西銀行の元銀行員で、光夫と結婚した新妻。そして光夫は結婚とともに姓が滝村になる。光夫は自宅であるアパートから英子に見送られていつもどおり出社。しかし光夫は突然会社を辞め、自宅に帰らなくなる。そこで英子は事情を聞くために大興証券を訪れるが、光夫の上司からは徹夜で一緒には麻雀はしておらず、愛人と会っているのではないかと言われる。上司の推理は正解で、光夫は英子と結婚したあたりから乃里子（風吹ジュン）と会い、山岡秋子名義の通帳を解約し、乃里子のアパートで同棲をはじめクラブのボーイになっていた。しかし稼ぎを一円も入れておらず、今度は蔵垣冴子（辺見マリ）に会い始め、口論から乃里子を殺してしまう。それでもぱっとしない光夫。それを見て冴子は二人で心中しようと言い、光夫と冴子は薬物自殺を図るが、光夫は生き残る。その後、光夫と英子は再会、その間に光夫の記事が新聞に載っていた。英子は初めて光夫が二人の女性を殺していたことを知る。英子は光夫のもとに行き、光夫と一夜を共にし、光夫はとある海岸で、英子と心中しようとナイフを手にし、英子を抱きしめる。しかしナイフがその手から落ち、光夫は逮捕され、留置所に入る。
海岸に一人たたずむ英子。そこで、光夫の預金通帳の名義の山岡秋子が、光夫の幼少の頃、母親と共に入水自殺を遂げた妹の名だったことがわかる。そして光夫と英子が心中しようとしたその場所こそが、母親と妹が自殺を遂げた場所だったのだ。

### 出演者

#### 主なキャスト
滝村（田島）光夫
演 - 松田優作
英子と結婚し、姓が田島から滝村になる。預金通帳の名義は山岡秋子、乃里子の前では友永悟郎を名乗る。そして英子には徹夜麻雀を口実にして、密かに乃里子と会っていたが、結局ヒモだった。今度は乃里子を殺し、冴子のヒモになる。
滝村英子
演 - 木村理恵
光夫の妻で、元銀行員。
浜井乃里子
演 - 風吹ジュン
キャバレーに勤める滝村の愛人。光夫が自宅に来てから、友永乃里子を名乗る。
倉垣冴子
演 - 辺見マリ
鎌倉に住む貿易商の妻。しかしその夫も、冴子のほかに女がいて、その上会社が倒産した。冴子は妾で、本宅と家が取られ、なにも残っていなかった。

#### 刑事たち
立川刑事
演 - 加藤武
遠藤刑事
演 - 山西道広
竹下刑事
演 - 飯島大介

#### その他キャスト
英子の父
演 - 三谷昇
光夫と英子の住むアパートのそばで土産物屋、滝村商店を営む。
木崎
演 - 西尾三枝子
冴子の友人。光夫とは面識があり、光夫が大興証券に勤めていて、4・5日クラブで勤めていたことを刑事たちに証言する。
アパートの管理人
演 - 河合絃司
乃里子の住むアパートの管理人。
田宮
演 - 北村総一朗
大興証券の営業課長で、光夫の上司。
その他
演 - 星正人、たうみあきこ、轟謙司、相馬剛三、倉沢暎子、海一生、新谷由美子、高橋章子、唐木ちえみ、武藤裕子、滝川龍之介 、井上昭文

### スタッフ
- 監督 - 崔洋一
- 助監督 - 大上典保
- 脚本 - 橋本綾
- 音楽 - 梅林茂
- 原作 - 松本清張
- プロデューサー - 牧野秀幸、塙淳一（テレビ朝日）、大久保忠幸、池ノ上雄一（東映）
- 撮影 - 浜田毅
- 照明 - 井上幸男
- 録音 - 広上益弘
- 美術 - 河村寅次郎
- 編集 - 伊吹勝雄
- 記録 - 高橋扶佐緒
- 計測 - 山賀俊夫
- 美粧 - 奥松かつら
- 選曲 - 石川孝
- 効果 - 大泉映音
- 装置 - 東映美術センター
- 装飾 - 装美社
- 衣装 - 鷹志衣装
- 現像 - 東映化学
- 進行主任 - 富田政男
- 製作担当 - 奈良場繁
- 制作 - テレビ朝日、東映